# Anton Munding
Anton Munding (* 20. März 1903 in Günzkofen; † 1976 in Oberndorf am Neckar) war ein deutscher Maler.
Der in der Mitte des 20. Jahrhunderts tätige Munding schuf rund 3000 Bilder, teils in Gouache-Technik, teils in Öl auf Leinwand. Seine Landschaftsmalereien zeigen Gegenden wie den Bregenzerwald, die Bodenseegegend um Nonnenhorn, das Pfrunger-Burgweiler Ried, das obere Donautal, die Schwäbische Alb und den Schwarzwald. Aufgrund seiner Vorliebe für Seen, Tümpel, Torfstiche und Biotope im Pfrunger-Burgweiler Ried wird Munding auch „Birkenanton“ oder „Riedmaler“ genannt. Er starb 1976 in Oberndorf am Neckar.